# Dżulan
Dżulan (arab. جولان) – wieś w Syrii, w muhafazie Aleppo, w dystrykcie Ajn al-Arab. W 2004 roku liczyła 665 mieszkańców.